# Багмати (зона Непала)
Багмати (непальск. बागमती अञ्चल) — зона (административная единица) на севере центральной части Непала. Входит в состав Центрального региона страны. Административный центр — город Катманду.

## Население
Население по данным переписи 2011 года составляет 3 843 596 человек; по данным переписи 2001 года оно насчитывало 3 008 487 человек.

## География
Площадь зоны составляет 9428 км². Граничит с зоной Гандаки (на западе), зоной Джанакпур (на востоке), зоной Нараяни (на юге), а также с Тибетским автономным районом КНР (на севере). На территории данной зоны находится долина Катманду.

## Административное деление
Зона подразделяется на 8 районов:
- Бхактапур
- Дхадинг
- Лалитпур
- Катманду
- Каврепаланчок
- Нувакот
- Расува
- Синдхупалчок

## Экономика
- ГЭС Хопаси